# Niganda strigifascia
Niganda strigifascia är en fjärilsart som beskrevs av Moore 1879. Niganda strigifascia ingår i släktet Niganda och familjen tandspinnare. Inga underarter finns listade i Catalogue of Life.